# Хуан-Фернандеська область

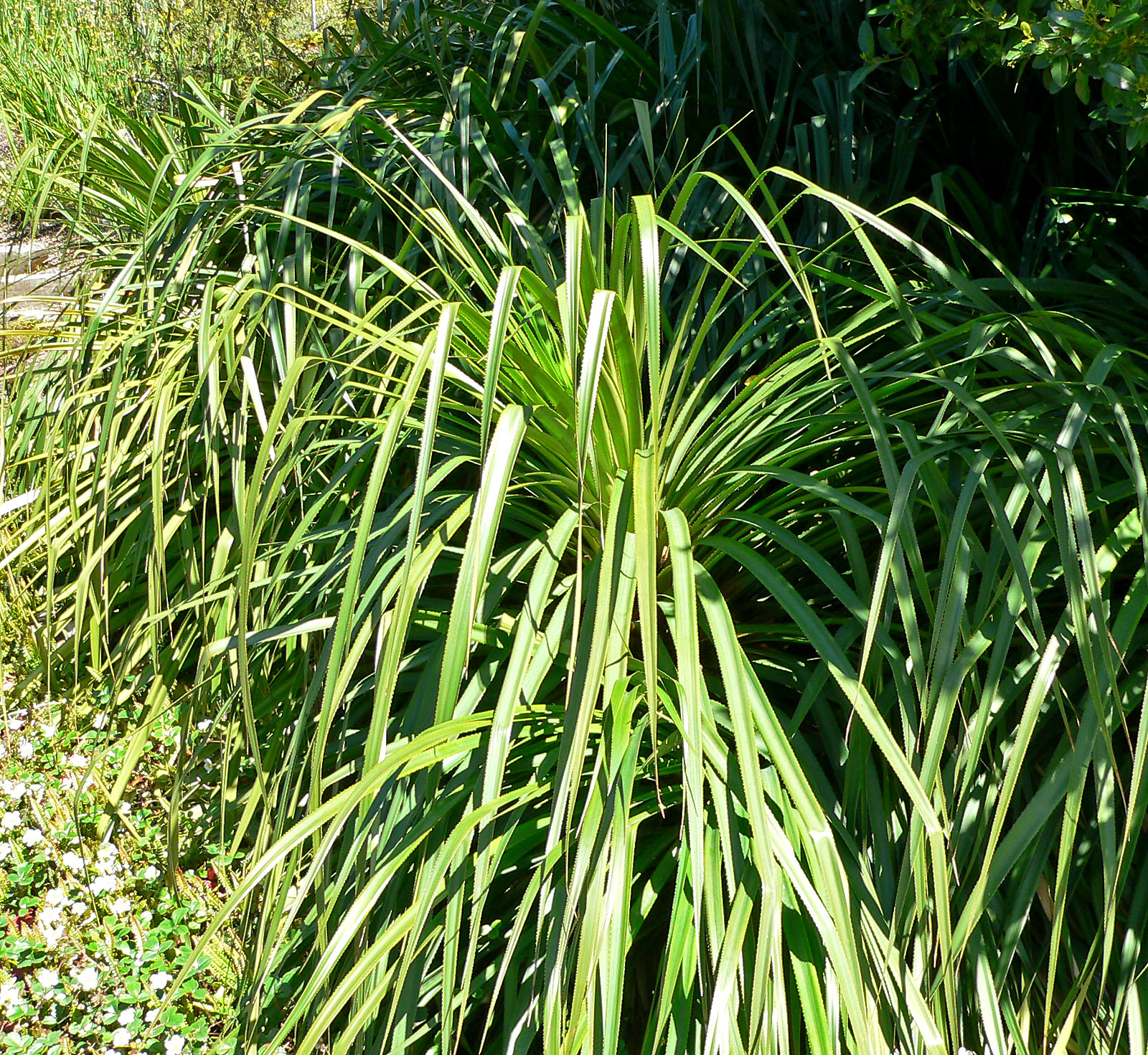
Грейгія

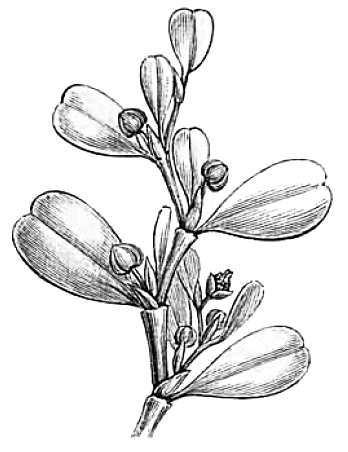
Лакторис

Хуан-Фернандеська область належить до Голантарктичного флористичного царства і охоплює острови Хуан-Фернандес (Александр Селкірк, Робінзон Крузо і Санта-Клара) і Десвентурадас (Сан-Фелікс і Сан-Амбросіо). Острови є вулканічними вершинами на підводному хребті Хуан-Фернандес.
У флорі області одна вже майже вимерла  ендемічна родина Lactoridaceae і 20 ендемічних родів, в тому числі папороть Thyrsopteris (монотипний рід з родини ціатейних), Nothomyrcia (монотипний рід з родини миртів), Selkirkia (монотипний рід з родини бурачникових), Cuminia (монотипний рід з родини губоцвітих), представники триби Senecioneae родини складноцвітих (роди Robinsonia, Rhetinodendron і Symphyochaeta), деревоподібні волошки (Centaurodendron і Yunquea — монотипні роди, ймовірно, похідні від Centaurea), цілий ряд деревоподібних представників триби Cichorieae родини складноцвітих, пальма Juania (споріднена північноандійському роду Ceroxylon і мадагаскаро-коморському роду Ravenea), бромелієві Ochagavia та Hesperogreigia, злаки Podophorus, Pantathera і Megalachne.
Близько 70% флори судинних рослин, що налічують близько 200 видів, є ендемічними.
Флористично о-ви Хаун-Фернандес найближчі до Патагонської області і тому мають бути включені до Голантарктичного царства, а не до Неотропічного, як це прийнято майже в усіх флористичних системах.
Зледеніння вплинули на флору островів Хуан-Фернандес і Десвентурадас значно менше, ніж на флору Чилі, і тому ці острови можна розглядати як притулок древнішої, доплейстоценової флори. Обидві групи островів помітно відрізняються один від одного флористично. Це пояснюється тим, що найбагатша лісова флора збереглася на о. Робінзон-Крузо (Мас-а-Тьєрра), а на о. Александр Селькірк розвинена альпійська флора.
У флорі Хуан-Фернандеської області є ряд ізольованих таксонів, таких, як Thyrsopteris elegans, Lactoris fernandeziana, деякі деревоподібні роди зонтичних і складноцвітих і ряд родів і видів, пов'язаних з родами і видами Новозеландської області,  Океанії і Гавайських островів. Є невелика група рослин, пов'язана з андійською флорою: ендемічні роди Selkirkia, Cumina і Juania, ендемічні види Berberis і ендемічні деревоподібні види Nicotiana.
Найбільш значним елементом Хуан-Фернандеської флори є чилійський, хоча ці рослини переважно ендемічні і, як правило, дуже своєрідні. Нарешті, є значний магелланський елемент (Александр Селькірк), але більшість видів рослин неендемічні.